# Gontier Col
Gontier Col (ou Colli), seigneur de Passy, né vers 1350/1355 à Sens et mort assassiné le 29 mai 1418 à Paris lors des massacres du 29 mai 1418 qui accompagnèrent la prise de Paris par les Bourguignons, est un homme d'État et humaniste français, secrétaire du roi et diplomate sous le règne de Charles VI. Il constitua avec Jean de Montreuil et Nicolas de Clamanges le premier petit groupe d'« humanistes » français.

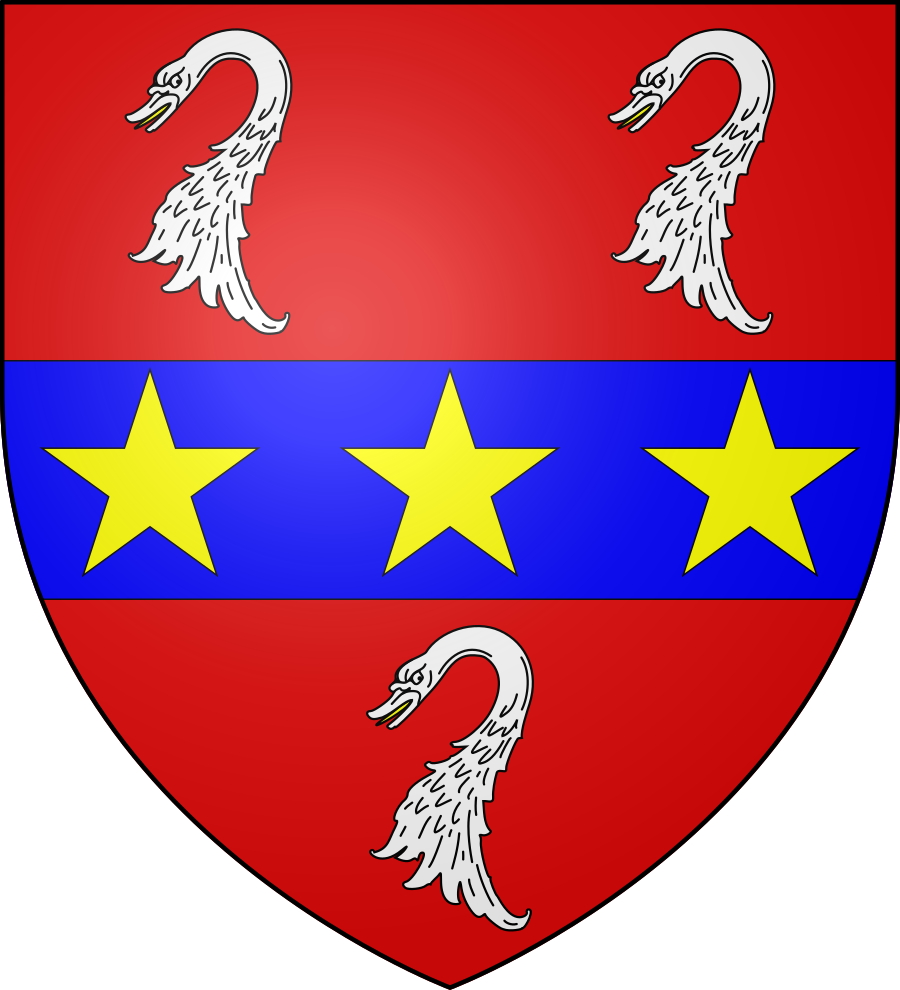
De gueules fascé d'azur chargé de trois étoiles d'or et accompagné de trois têtes et cols de cygnes d'argent.

## Biographie
Son père, Pierre Col ou Colli de la Riole, était un riche bourgeois de Sens, et sa mère s'appelait Isabeau. C'est à Sens qu'il se maria avec Marguerite Chacerat (Chasserat), fille de Jean Chacerat, riche drapier de la ville), et il possédait dans la ville et tout autour des biens importants. Il est signalé le 18 octobre 1379 et le 26 avril 1380 comme receveur des aides dans les anciens domaines de Charles de Navarre dans le nord-ouest de la France, entre la Seine et la Dive. Il entra à la chancellerie royale, comme notaire du roi, vers la fin de l'année 1380, et y fit rapidement carrière grâce à la protection du duc de Berry. Sa signature, « Gontier », apparaît ensuite souvent au bas des actes royaux. Il était aussi apostolica et imperiali auctoritatibus notarius. Début 1388, il était devenu secrétaire du roi. En novembre 1388, les oncles du roi (dont le duc de Berry) sont momentanément écartés du gouvernement, et le nom de Gontier Col disparaît des actes officiels : il se consacre alors au secrétariat particulier du duc. Mais en 1392, du fait de la folie du roi, le gouvernement des marmousets prend fin, et les oncles du roi sont de retour. Gontier Col retrouve alors sa place au palais royal dès 1393.
Il participa à la grande ambassade qui se rendit en 1395 à Avignon pour tenter de régler le Grand schisme d'Occident après la mort de Clément VII (conduite par le frère du roi, le duc d'Orléans, et ses deux oncles, les ducs de Bourgogne et de Berry, avec plusieurs membres du conseil du roi et de l'Université de Paris), une ambassade dont il fit un récit très détaillé. En novembre 1396, il fut envoyé à Florence pour y signer un traité (daté du 23 novembre). En 1399/1400, il fit partie de l'ambassade qui négocia à Calais le retour en France d'Isabelle de France, après la chute de son époux le roi Richard II d'Angleterre.
Ensuite, à partir de 1400, Gontier Col est affecté aux finances. Par une ordonnance du 4 juin 1404, il est nommé un des deux trésoriers du roi. En 1407, il est mentionné parmi les treize secrétaires « pour estre a noz conseils », sans qu'une affectation particulière aux finances soit signalée, et en 1408 il reprend son activité diplomatique : en avril il est envoyé en Angleterre avec Casin de Serinvilliers pour continuer les négociations ouvertes en septembre 1407. En septembre 1409, il fait partie de l'ambassade conduite par l'archevêque de Sens, Jean de Montagu, attendant à Amiens les Anglais qui ne viennent pas. En 1410/1411, il est occupé par des négociations qui continuent avec l'Angleterre.
Mais il est aussi impliqué dans les dissensions intérieures qui deviennent de plus en plus violentes : en 1410, il fait partie d'une députation envoyée par le roi au duc de Berry pour le dissuader d'attaquer Paris (où se trouve le duc de Bourgogne, Jean sans Peur). En 1411, des documents compromettants sur des contacts entre le duc de Berry et le roi d'Angleterre ayant été publiés par les Bourguignons, Gontier Col est écarté momentanément du gouvernement, et doit quitter Paris, à cause de sa proximité supposée avec les Armagnacs.
Mais une paix est conclue entre les Armagnacs et les Bourguignons en juillet 1412, et Col est de retour aux affaires dès 1413 : en octobre 1413, il fait partie d'une ambassade dirigée par l'archevêque de Bourges, Guillaume de Boisratier, qui est envoyée négocier en Angleterre le mariage de Catherine de France avec le roi Henri V ; elle séjourne à Londres pendant les mois de décembre 1413 et janvier 1414, dans la résidence de Thomas Langley ; ensuite, Col est parmi les membres de l'ambassade qui mènent les pourparlers avec le roi d'Angleterre à Leicester entre le 17 mai et le 2 juin 1414 (tandis qu'Henri V conduit des négociations parallèles, également pour un mariage, avec des envoyés du duc Jean sans Peur).
Pendant son séjour en Angleterre, il est chargé par Jeanne de Navarre, veuve du roi Henri IV, d'une mission auprès de son fils d'un premier lit, le duc de Bretagne Jean V, avec lequel elle a un contentieux financier. Le voilà donc à Rennes en octobre 1414, pour une négociation dont il a laissé un récit très développé et très fleuri.
L'année suivante il fait partie d'une autre ambassade française en Angleterre, de trois cents personnes, dirigée une nouvelle fois par l'archevêque de Bourges, et dont il a laissé aussi la relation : elle quitte Paris le 4 juin 1415 et arrive à Winchester, où séjourne le roi Henri V, le 30 juin ; pour une raison ou une autre, les envoyés rentrent en France en ordre dispersé, Col vers le 25 juillet. La bataille d'Azincourt a lieu le 25 octobre suivant.
Le 9 septembre 1416, Col participe à une rencontre entre envoyés français et anglais organisée à Beauvais sous l'égide de l'empereur Sigismond, qui n'aboutit à rien. Il est encore actif dans des négociations avec les Anglais pendant toute l'année 1417. Le 29 mai 1418, il fait partie des sympathisants présumés des Armagnacs qui sont massacrés par une troupe de Bourguignons introduits dans Paris la nuit précédente par Perrinet Leclerc (comme son vieux collègue et ami Jean de Montreuil).

## Vie mondaine et littéraire
En 1401/1402, il prit part à la fameuse querelle du Roman de la Rose, défendant l'œuvre de Jean de Meung aux côtés de son frère Pierre Col (chanoine de la cathédrale de Paris) et de Jean de Montreuil, contre Christine de Pisan et Jean de Gerson. Plus tard il fut membre (comme Jean de Montreuil) de la « Cour amoureuse », formée le 14 février 1401 par la société mondaine et galante qui entourait la reine Isabeau de Bavière : il y avait une charte, vingt-quatre « ministres », des réunions mensuelles et des fêtes annuelles (notamment à la Saint-Valentin) ; les « ministres » devaient avoir « experte congnoissance en la science de rhetorique » et venir à chaque « puy d'amour » en ayant composé une ballade. Col et Montreuil ne faisaient pas partie des membres fondateurs en 1401, mais leurs noms apparaissent sur une liste plus tardive (peut-être de 1416).      

## Sources
- Alfred Coville, Gontier et Pierre Col et l'humanisme en France au temps de Charles VI, Paris, Droz, 1934.
- Françoise Autrand, "Gontier Col, un ""conseiller diplomatique"" de Charles VI". Arras et la diplomatie européenne, XVe – XVIe siècle, p. 27-45, 1999
- Françoise Autrand, Charles VI, Paris, Fayard, 1986.
- Carla Bozzolo, L'humaniste Gontier Col et la traduction française des Lettres d'Abélard et Héloïse, Romania, Vol. 95, No. 378/379 (2/3) (1974), pp. 199-215